# 弘中隆兼
弘中 隆兼（ひろなか たかかね）は、戦国時代の武将。戦国大名・大内氏の家臣。父は大内義興の家臣で評定衆を務めた弘中興勝。

## 出自
弘中氏は清和源氏の流れを組み、壇ノ浦の戦い後から代々周防国玖珂郡岩国の領主を務めていた家系である。室町時代より周防国山口を本拠とする大名・大内氏の中心を支える氏族となり、奉行職や軍事職などの要職を代々務めてきた。また弘中家は隆兼の代まで長らく白崎八幡宮（岩国市）の大宮司を兼ねていた。

## 生涯

### 前半生
隆兼は大内義隆に仕え、智勇兼備の武将として名声高く若くして数多くの武勲を上げたとされる。生年には諸説あるが、天文9年（1540年）以前の業績については同じ三河守を名乗った父・弘中興兼の業績と混同する史書や歴史家も多い。
大永7年（1527年）時点では祖父・弘中武長(越後守)に軍忠状が送付されている。
天文12年（1543年）には弘中下野守(つまり興勝)宛てに吉川経安から送られた書状がある。

### 安芸国での活躍
隆兼は、その功績から岩国だけでなく安芸の分郡（東西条）の代官にも任じられ、享禄2年（1529年）には毛利元就らと共に松尾城（安芸高田市）などを落とす。その後、安芸国で大内氏と尼子氏の勢力争いが激しくなると、尼子方に属する頭崎城（東広島市）の攻略に劣勢を強いられたことから、天文7年（1538年）頃に東西条の代官を杉隆宣（杉氏一族、元相の父）に代えられてしまうが、天文10年（1541年）の吉田郡山城の戦い後に大内義隆が安芸守護に任じられると、隆兼も安芸守護代を命じられた（1547年には西条守護殿と呼称されている）。天文12年（1543年）に槌山城の城主となり、安芸における大内氏勢力の要として活躍した。さらには、備後へ向けた経略も担当している。
天文11年（1542年）には、大内家の月山富田城遠征に従軍するが、城を落とすことができずに大内軍は敗走。動揺する安芸・備後の国人たちが尼子方に寝返るのを防ぐことに努め、翌12年（1543年）から数年にわたって行われた神辺城（尼子方の山名理興の居城）の攻略（神辺合戦）を、毛利軍などと共に行っている。
天文17年（1548年）7月には、義隆の命を受けて神辺城周辺地域で大規模な稲薙（青田刈り）を行っている。
なお、元就とは公私共に親交を深めており、大内軍の月山富田城遠征の際には、意見を共にして義隆に献策するほどの仲であった。また、元就の2人の息子である毛利隆元（山口に人質として3年間滞在した間に親交を深めた）や吉川元春とも親しい間柄であったという。隆兼は、同じく大内家臣の江良房栄と共に、元就の力量をよく知っていたと考えられる。

### 大寧寺の変と防芸引分
天文20年（1551年）に、陶隆房（のちの晴賢）が義隆に対して謀反を起こして甥の大内義長を擁立した（大寧寺の変）。隆兼は謀反には反対論を通したが、反乱後に陶晴賢（隆房から改名）と共に義長に属したことから、同調していたとされる。なお、この頃の槌山城は菅田宣真が守っており、隆兼の城ではなかった。
天文22年（1553年）4月、陶家臣の毛利房宏と共に筑前国に出陣し、陶晴賢に対して反抗的であった原田隆種の高祖城（糸島市）を攻めた。
天文23年（1554年） に生じた三本松城の戦いにも従軍。三本松城（津和野城）の支城である賀年城を攻めた時には、近くにある茶臼山（八幡山）に陣を張ったと伝わる。
同年5月12日に毛利氏が安芸国における陶氏の拠点への攻撃を開始して、大内・陶氏の勢力から独立した（防芸引分）。安芸国佐西郡の領主の寄親として安芸国の事情に精通していた江良房栄は、毛利氏との対決に慎重論を唱えていたために陶晴賢から毛利氏への内通を疑われ、天文24年（1555年）3月に警固衆（水軍）140艘余りを率いて安芸国佐東郡や厳島を襲撃し、周防国玖珂郡岩国に帰陣した翌日の3月16日に岩国の琥珀院において陶晴賢の依頼を受けた隆兼によって誅殺された。

### 厳島の戦い
厳島の戦い直前の天文24年（1555年）9月21日、陶晴賢は神領衆、警固衆、三浦房清らの意見を聞いて、周防国玖珂郡岩国から厳島に渡海する。厳島への渡海自体はこれまでの大内氏の安芸国出陣でまず行われていたことであるが、この時は山里などの周防・安芸国境の山間部を制圧できなかったことで海路や沿岸部から進軍せざるを得なかった。そのような状況では水軍が勝敗の鍵となるが、大内方の水軍の主力であった屋代島の警固衆や安芸国府中と仁保島を本拠とする白井氏には毛利氏からの調略が及んでいた可能性が指摘されており、三島村上氏のうち能島村上氏はこの頃大内氏と陶氏に味方していたが、厳島の戦いには参戦していない。
隆兼も末弟の方明を岩国に残して、嫡男の隆助や次弟の亦右衛門らと共に厳島に渡海してはいるが、水軍戦力においても不利な状況を認識していたためか、厳島渡海を決めた晴賢の判断を批判している。
9月26日に毛利氏の援軍である熊谷信直の宮尾城入城を大内軍は防ぐことが出来なかったが、この事について隆兼は警固衆が不足していたためとしている。
9月28日と9月29日に隆兼は妻と思われる女性と家臣達に宛てた書状において自軍の敗北を予見しており、妻や娘の梅に繰り返し案ずるな安心せよとの記している。
隆兼の予想通り、大内軍は総崩れとなった。大混乱に陥った大内軍の中で唯一陣を保全した隆兼は、塔の岡（厳島神社のすぐ北にある丘陵）付近で自ら盾となって総大将の晴賢を逃がした。潰走する大内軍の中で、弘中父子とその手勢500はさらに抵抗を続けるも、吉川元春らの攻撃を受けて大聖院付近から民家に火を放って逃亡する。やがて晴賢は自刃したが、弘中隊は100名足らずで天険の駒ヶ林（標高約509メートル）の竜ヶ馬場に籠もった。3日間の孤軍奮戦の末、最後は吉川軍に囲まれて遂に討死した。

### 死後
同月7日付で娘の梅が相続することを義長から認められている。
隆兼の智勇と忠節を深く悼んだ元就は、弘中の縁者を毛利家で登用・保護するなどして特に厚く遇した。そのため、安芸や周防一帯では弘中家の縁の者が住職を勤める寺院が数多くあった。吉川広家が隆兼の領土であった岩国の領主となった時、今地氏を名乗り始めた隆兼の孫（今地良房）が白崎八幡宮の宮司になることが許され今に至る。また、藩内に隆兼の曾孫が通津専徳寺（岩国市）を開基することを許され、昭和16年（1941年）に隆兼の墓がその境内に移された。
自らの死を知りながら忠義のために渡海した弘中隆兼の最期は、西国の悲運譚として講釈等で語り継がれている。
なお、岩国市にある「中津居館跡」が弘中氏の居館と推定されており、大内氏館（山口市）に匹敵する規模を誇る。同跡は、かつて「加陽和泉守居館跡」と呼ばれていたが、加陽和泉守（毛利水軍の一人）は厳島の戦い後に中津居館跡に駐留しただけの人物であり、本来の館主ではないことが判明したため2012年に改称された。隆兼が討死した後は、地元では弘中氏の名が語られなくなったことから、加陽和泉守の名が残ってしまったと推測されている。中津居館跡内にあった薬師堂一帯は2022年4月、整備され薬師堂公園となっている。

## 逸話
- 永禄年間の初め頃に毛利元就が三男の小早川隆景に宛てた書状の中で、次男・吉川元春の正室である新庄局からの書状がいつも3行程度の簡略なものであることについて、尼子経久や弘中隆兼から送られた書状のようだと記している[26][27]。

## 家系
弘中氏系図

## 関連作品
- 『毛利元就』（1997年、NHK大河ドラマ、演：佐川満男）